# Doryodes acutalis
Doryodes acutalis är en fjärilsart som beskrevs av Walker 1858. Doryodes acutalis ingår i släktet Doryodes och familjen nattflyn. Inga underarter finns listade i Catalogue of Life.